# جورج كولن
جورج كولن (بالفرنسية: Georges Colin)‏ هو ممثل فرنسي، ولد في 10 مارس 1880 بباريس في فرنسا، وتوفي في 14 يناير 1945.

## وصلات خارجية
- جورج كولن على موقع IMDb (الإنجليزية)
- جورج كولن على موقع قاعدة بيانات الفيلم (الإنجليزية)